# Eukrohniidae
Eukrohniidae is een familie in de taxonomische indeling van de pijlwormen. De familie werd in 1965 beschreven door Tokioka en telt slechts 1 geslacht: Eukrohnia.